# Antimonio nativo
L'antimonio nativo è un minerale di antimonio appartenente al gruppo dell'arsenico. È conosciuto fin da epoche preistoriche.

## Abito cristallino
Massivo, reticolato.

## Morfologia
L'antimonio nativo si presenta in noduli di colore bianco argenteo, aggregati lamellari, masse compatte o con fibre e cristalli colonnari incrociati come nella cerussite.
In masse compatte di cristalli facilmente sfaldabili.

## Origine e giacitura
L'antimonio nativo si forma nelle vene idrotermali.
In vene metallifere associato ad altri minerali di antimonio oppure di arsenico o di argento.

## Caratteristiche chimico fisiche
- Punto di fusione: 630 °C[1]
- Solubile completamente solo in acqua regia[1]
- Densità di elettroni: 5,65 gm/cc[2]
- Indice di fermioni: 0[2]
- Indice di bosoni: 1[2]
- Fotoelettricità: 1981,42 barn/elettroni[2]
- Pleocroismo:[3]